# Cantone di Saint-Alban-Leysse
Il Cantone di Saint-Alban-Leysse è una divisione amministrativa dell'arrondissement di Chambéry.
A seguito della riforma complessiva dei cantoni del 2014 è passato da 9 a 24 comuni.

## Composizione
Prima della riforma del 2014 comprendeva i comuni di:
- Barby
- Bassens
- Curienne
- Les Déserts
- Puygros
- Saint-Alban-Leysse
- Saint-Jean-d'Arvey
- Thoiry
- Verel-Pragondran

Dal 2015 comprende i comuni di:
- Aillon-le-Jeune
- Aillon-le-Vieux
- Arith
- Barby
- Bassens
- Bellecombe-en-Bauges
- Le Châtelard
- La Compôte
- Curienne
- Les Déserts
- Doucy-en-Bauges
- École
- Jarsy
- Lescheraines
- La Motte-en-Bauges
- Le Noyer
- Puygros
- Saint-Alban-Leysse
- Saint-François-de-Sales
- Saint-Jean-d'Arvey
- Sainte-Reine
- Thoiry
- La Thuile
- Verel-Pragondran